# Литвин, Николай Романович
Николай Романович Литвин (род. 10 апреля 1957, г. Тернополь) — украинский историк, директор Института украиноведения имени И. Крипьякевича НАН Украины (2010—2018), профессор (2001), доктор исторических наук (1999), Заслуженный деятель науки и техники Украины, глава Львовской областной организации Национального союза краеведов Украины.

## Биография
Родился 10 апреля 1957 года в г. Тернополе в семье служащих.[1]
1974—1979 — учился на историко-педагогическом факультете Ивано-Франковского педагогического института имени Василия Стефаника
В 1985 году в городе Ленинград защитил кандидатскую диссертацию на тему: «Борьба за установление советской власти в Восточной Галичине, ноябрь 1918 — сентябрь 1920 гг.»
1999 — защитил докторскую диссертацию «Украинско-польская война 1918—1919 гг.» (науч. консультант Ю. Ю. Сливка)